# Sauvagesia ribeiroi
Sauvagesia ribeiroi är en tvåhjärtbladig växtart som beskrevs av Harley och Giul.. Sauvagesia ribeiroi ingår i släktet Sauvagesia och familjen Ochnaceae. Inga underarter finns listade i Catalogue of Life.